# Koenraad Vanhoutte

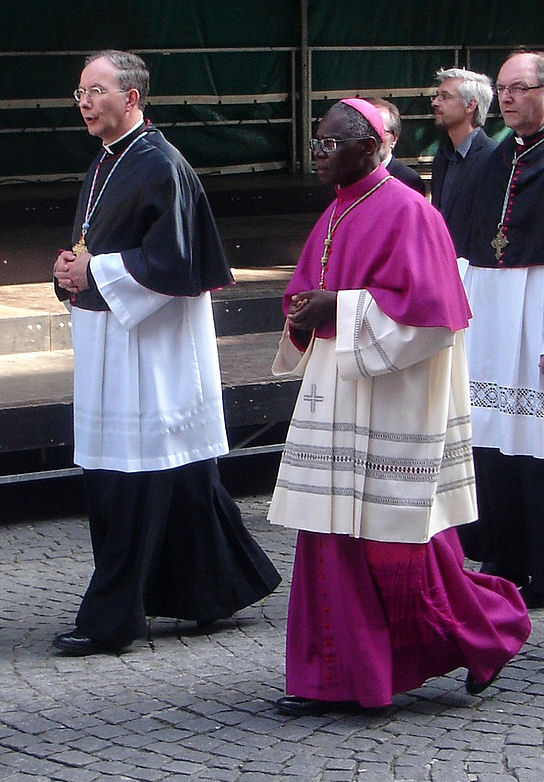
Koenraad Vanhoutte, 2009 (links)

Wappen von Koenraad Vanhoutte

Koenraad Vanhoutte (* 31. August 1957 in Ostende, Provinz Westflandern, Belgien) ist ein belgischer Geistlicher und römisch-katholischer Weihbischof in Mecheln-Brüssel.

## Leben
Koenraad Vanhoutte empfing am 17. Juli 1983 das Sakrament der Priesterweihe für das Bistum Brügge. Von 23. April 2010 bis 10. Juli 2010 sowie von 6. November 2015 bis 4. Dezember 2016 war Vanhoutte Apostolischer Administrator des Bistums Brügge.
Am 18. Mai 2018 ernannte ihn Papst Franziskus zum Titularbischof von Thagora und zum Weihbischof in Mecheln-Brüssel. Der Erzbischof von Mecheln-Brüssel, Jozef Kardinal De Kesel, spendete ihm am 2. September desselben Jahres die Bischofsweihe. Mitkonsekratoren waren der Bischof von Brügge, Lodewijk Aerts, und der Bischof von Antwerpen, Johan Bonny.